# Fauxbourdon
Fauxbourdon (fr. faux bourdon; it. falso bordone, "falsk bas") er en satsteknik som blev brugt i vokalkompositioner i 1400-tallet, specielt i den burgundiske skole. Guillaume Dufay brugte denne teknik og kan have været opfinderen.
I sin enkleste form består fauxbourdon af cantus firmus og to andre stemmer en sekst og en ren kvart under. For at undgå monotoni, eller for at skabe en kadence springer den laveste stemme ned til oktaven, og en af de akkompagnerende stemmer kan få små forsiringer. Sædvanligvis blev fauxbourdon-teknikken blot brugt i mindre dele af en komposition.
Se også
- Hucbald – Organum

| Musik | Spire Denne musikartikel er en spire som bør udbygges. Du er velkommen til at hjælpe Wikipedia ved at udvide den. |